# Bruno Saunier
 (juin 2020).
Si vous disposez d'ouvrages ou d'articles de référence ou si vous connaissez des sites web de qualité traitant du thème abordé ici, merci de compléter l'article en donnant les références utiles à sa vérifiabilité et en les liant à la section « Notes et références ».
Pour les articles homonymes, voir Saunier.

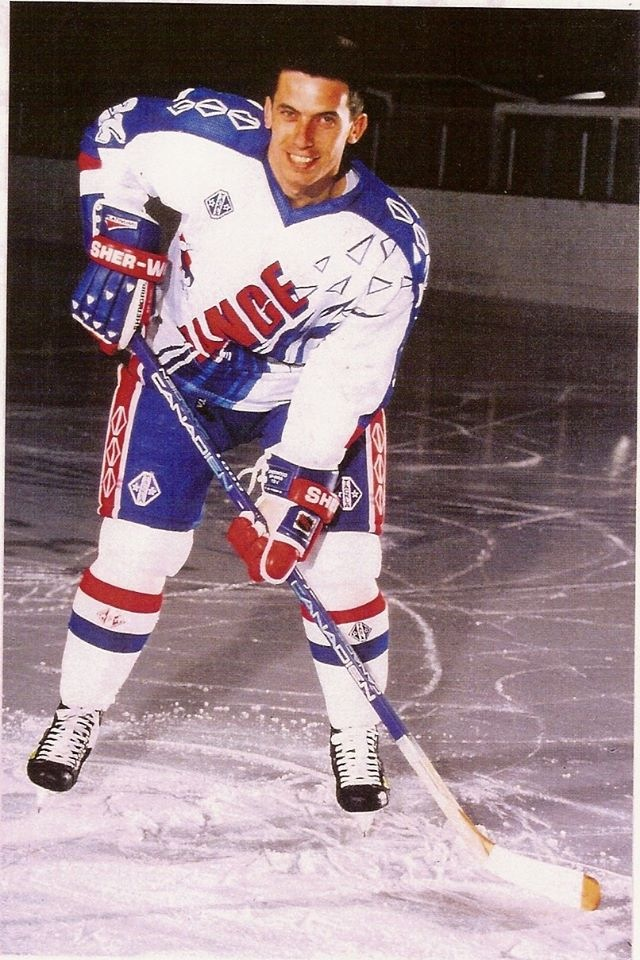

Bruno Saunier (né le 19 juillet 1963 à Gap) est un joueur international français de hockey sur glace qui jouait au poste de défenseur. Il a joué 240 sélections en équipe de France. Il fut élu meilleurs défenseur français au championnat du monde junior d'Anglet. Il est le frère de Franck Saunier.

## Carrière de joueur en club
Après sa formation dans les catégories jeunes du club de Aigles Bleus de Gap, il est champion de France benjamin et champion de France juniors, il part au Canada aux Draveurs de Trois-Rivières, avec l'appui de Michel Leblanc. Il signe son premier contrat pro au Chamonix Hockey Club où il reste 4 ans. Il s'engage ensuite pour les Diables Rouges de Briançon. Après 4 saisons en Ligue Magnus, il revient dans sa ville natale pour jouer avec le Gap HC qui évolue alors en Division 1. Il est Champion de France de Division 1 avec Gap en 1996en tant qu'entraineur joueur. De 1998 à 2001, il retourne dans la cité Vauban, puis il arrête sa carrière sportive sur une très bonne saison.

## Carrière internationale
Il intègre l'équipe de France juniors dès l'âge de 16 ans, il est champion d'Europe juniors en Roumanie et est élu meilleur défenseur français aux championnats du monde juniors d'Anglet. Il intègre dans la foulée l'équipe de France senior en 1984 pour le tournoi de l'amitié à Grenoble. Il participe à huit championnats du monde sénior son dernier en 1993, et deux Jeux olympiques en 1992 et 1994 où la France est éliminée  en quart-de-finale  en Albertville et termine à la dixième place à Lillehammer. Il a fini sa carrière après 240 sélections en équipe de France.

## Statistiques
| Saison    | Équipe           | Ligue                |     | Saison régulière | Saison régulière | Saison régulière | Saison régulière | Saison régulière |   | Séries éliminatoires | Séries éliminatoires | Séries éliminatoires | Séries éliminatoires | Séries éliminatoires |
| Saison    | Équipe           | Ligue                | PJ  | B                | A                | Pts              | Pun              | PJ               | B | A                    | Pts                  | Pun                  |                      |                      |
| 1988-1989 | Briançon         | Ligue Magnus         | 43  | 3                | 8                | 11               | 14               |                  |   |                      |                      |                      |                      |                      |
| 1989-1990 | Briançon         | Ligue Magnus         | 36  | 5                | 13               | 18               | 30               |                  |   |                      |                      |                      |                      |                      |
| 1990      | Équipe de France | Championnat du monde | 4   | 0                | 1                | 1                | 0                |                  |   |                      |                      |                      |                      |                      |
| 1990-1991 | Briançon         | Ligue Magnus         | 28  | 1                | 2                | 3                | 12               | 7                | 1 | 1                    | 2                    | 6                    |                      |                      |
| 1991      | Équipe de France | Championnat du monde | 7   | 0                | 0                | 0                | 0                |                  |   |                      |                      |                      |                      |                      |
| 1991-1992 | Briançon         | Ligue Magnus         | 32  | 1                | 5                | 6                | 2                |                  |   |                      |                      |                      |                      |                      |
| 1992      | Équipe de France | Jeux olympiques      | 8   | 0                | 1                | 1                | 0                |                  |   |                      |                      |                      |                      |                      |
| 1992      | Équipe de France | Championnat du monde | 3   | 0                | 0                | 0                | 2                |                  |   |                      |                      |                      |                      |                      |
| 1992-1993 | Gap HC           | Division 1           | 25  | 3                | 10               | 13               | 12               |                  |   |                      |                      |                      |                      |                      |
| 1993      | Équipe de France | Championnat du monde | 6   | 1                | 0                | 1                | 0                |                  |   |                      |                      |                      |                      |                      |
| 1993-1994 | Gap HC           | Ligue Magnus         | 23  | 4                | 8                | 12               | 16               |                  |   |                      |                      |                      |                      |                      |
| 1994      | Équipe de France | Jeux olympiques      | 7   | 0                | 0                | 0                | 2                |                  |   |                      |                      |                      |                      |                      |
| 1994-1995 | Gap HC           | Division 1           | 27  | 8                | 8                | 16               | 12               |                  |   |                      |                      |                      |                      |                      |
| 1995-1996 | Gap HC           | Division 1           | 28  | 8                | 15               | 23               | 14               |                  |   |                      |                      |                      |                      |                      |
| 1996-1997 | Gap HC           | Ligue Magnus         | 31  | 5                | 10               | 15               | 8                | 6                | 0 | 5                    | 5                    | 16                   |                      |                      |
| 1997-1998 | Gap HC           | Division 1           | 24  | 3                | 10               | 13               | 6                |                  |   |                      |                      |                      |                      |                      |
| 1998-1999 | Briançon         | Division 1           |     | 2                | 5                | 7                |                  |                  |   |                      |                      |                      |                      |                      |
| Totaux    | Totaux           | Totaux               | 332 | 44               | 96               | 140              | 130              | 13               | 1 | 6                    | 7                    | 22                   |                      |                      |